# Richard Degener
Richard Degener, né le 14 mars 1912 à Detroit et mort le 24 août 1995 à Grand Rapids, est un plongeur américain.

## Palmarès

### Jeux olympiques
- Los Angeles 1932
  -  Médaille de bronze en tremplin 3 mètres
- Berlin 1936
  -  Médaille d'or en tremplin 3 mètres[1].